# Hockwold cum Wilton
Hockwold cum Wilton is een civil parish in het bestuurlijke gebied King's Lynn en West Norfolk, in het Engelse graafschap Norfolk met 1195 inwoners.